# 琉手
琉手（りゅうて Ryūte） は、親田清勇（おやたせいゆう　Oyata Seiyū）が創設した沖縄の格闘技。 琉手は琉球の短縮形 (琉球手 "Ryūkyū hand")。  琉球は日本に入る前の沖縄県の元の名前。1995年以前は、親田は彼のスタイルを琉球拳法と呼んでいた。 が、琉球拳法は特定のスタイルではなく沖縄に由来するすべてのスタイルへの言及であったため、結局それを「琉手」と改名。
琉手は、相手への危害を意図的に最小限に抑えながら、効果的な自衛を重視する。 その実践者は、琉手をスポーツでも運動の一形態でもないが、むしろ人間の向上のために身体と心を訓練する方法であると考えている。

技術的に、関節操作技術を組み合わせることを特徴とし（ tuite術）、    身体の弱点に有効な打撃を有する（人体の急所）。  武道家の間でよく知られるようになったこれらの用語は、1980年代初頭に親田によって最初に米国に導入された。 
他のアジア武道家、船越義珍、糸洲安恒、 松村宗棍と佐久川寛賀ら多くのスタイルとは異なり、空手などの著名な専門家によって普及し、公に教えるスタイルから誘導され、主にプライベート、家のスタイルに由来していく。親田は琉球古武術　古武道などを最初に学び明代に琉球に移住した中国人の家系の子孫であるワキナグリ  に師事した。この他中村茂の沖縄拳法の影響も受けており、1968年にウフグシクとワキナグリが亡くなってからは、中村が亡くなるまで沖縄拳法空手拳法連盟のメンバーでもあった。   

## 概要概要

### 語源

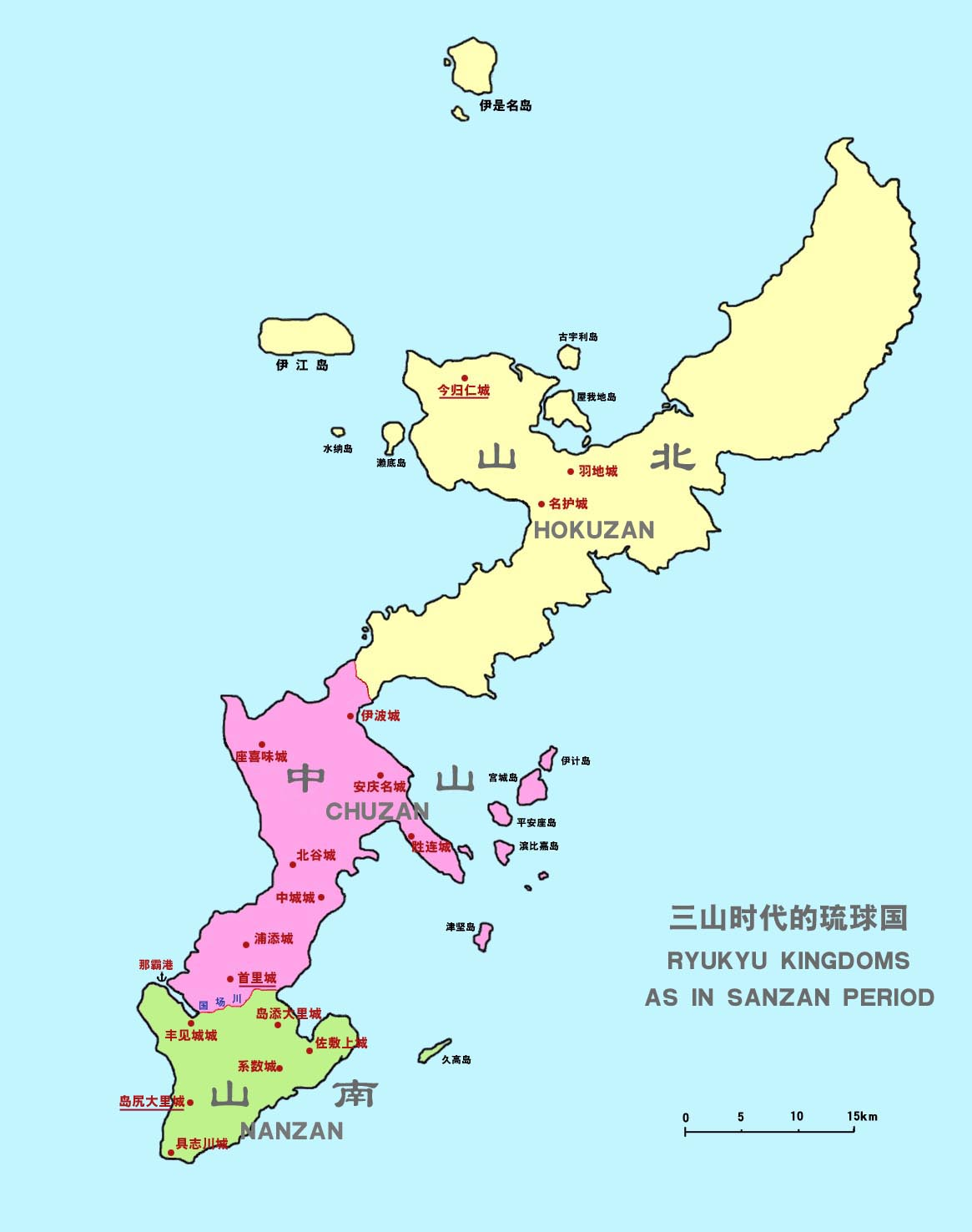
三山時代の琉球王国

琉手という言葉は、2つの漢字を連結したものです。
- 琉 – Ryū – Precious stone (Lapis Lazuli)
- 手 – Te – Hand, arm

## トレーニング

### オープンハンド形
| ソース   | カタ |
| -------- | --- |
| 花城長茂 | ナイファンチ初段、ナイファンチNidan 、ナイファンチSandan ピンアン初段、ピンアンNidan 、ピンアンSandan 、ピンアンYondan 、ピンアン五段 |
| 国西     | トマリセイサン ニーセーシ |
| 本部朝勇 | パサイ |
| 屋部憲通 | 公相君 |

### 武器形
| 武器                               | カタ                                                                                            |
| ---------------------------------- | ----------------------------------------------------------------------------------------------- |
| 六尺坊 （6フィートスタッフ）       | - キホン - ニダンボー - 辻（寿しのむさ）のくん - つくみのくん - 佐久川寛賀 - 佐久川のくん二段作 |
| ゴシャクボー （5フィートスタッフ） | 山地のくん                                                                                      |
| ジョー （4フィートスタッフ）       | - キホン - 辻（寿し）のむさ - つくみの城 - 佐久川の城翔 - 佐久川の城二段作 - ジッセン           |
| エク （ボートオール）              | - 松村エク翔 - 松村エクダイ - マツモラエク                                                      |
| ヌンテ（マンジサイチップ付きボー） | ヌンテのカタ                                                                                    |
| 短棒（2フィートスタッフ）          | - キホン - 崩し翔 - 崩し大 - ジッセン                                                           |
| トンファー                         | - キホン（マタヨシのトンファーニ） - 崩し翔 - 崩し大                                            |
| カマ （鎌）                        | - キホン - 崩し翔 - 崩し大                                                                      |
| サイ                               | - 国芳の西* - うふぐしくのサイ                                                                  |
| まんじさい                         | - 崩し翔 - 崩し大                                                                               |
| ヌンチャク                         | - キホン - ユヴァスキュラ                                                                       |
| ちじくんぼ （ハンドスタッフ）      | - ちじくんぼの形 - カタ2                                                                        |